# Gran Premio di superbike di Brands Hatch 2007
Il Gran Premio di superbike di Brands Hatch 2007 è stato la decima prova su tredici del campionato mondiale Superbike 2007, disputato il 5 agosto sul circuito di Brands Hatch, in gara 1 ha visto la vittoria di James Toseland davanti a Troy Corser e Max Biaggi, lo stesso pilota si è ripetuto anche in gara 2, davanti a Noriyuki Haga e Troy Corser.
La vittoria nella gara valevole per il campionato mondiale Supersport 2007 è stata ottenuta da Broc Parkes, mentre la gara della Superstock 1000 FIM Cup viene vinta da Niccolò Canepa.
In questo GP si sono corse due gare del campionato Europeo della classe Superstock 600, per recuperare la gara annullata in occasione del GP di Silverstone, che sono state vinte entrambe da Maxime Berger.
Al termine di questa gara Kenan Sofuoğlu ottiene la certezza del titolo mondiale Supersport (primo titolo iridato per il pilota turco), infatti nonostante vi siano ancora tre gare al termine del campionato, il suo vantaggio in classifica risulta incolmabile.

## Risultati

### Gara 1

#### Arrivati al traguardo[8]
| Pos. | Nº  | Pilota             | Squadra                     | Motocicletta        | Giri | Tempo     | Griglia | Punti |
| ---- | --- | ------------------ | --------------------------- | ------------------- | ---- | --------- | ------- | ----- |
| 1º   | 52  | James Toseland     | Hannspree Ten Kate Honda    | Honda CBR1000RR     | 25   | 36:35.120 | 2º      | 25    |
| 2º   | 11  | Troy Corser        | Yamaha Motor Italia         | Yamaha YZF-R1       | 25   | +0:01.554 | 5º      | 20    |
| 3º   | 3   | Max Biaggi         | Alstare Suzuki Corona Extra | Suzuki GSX-R1000 K7 | 25   | +0:02.917 | 6º      | 16    |
| 4º   | 111 | Rubén Xaus         | Team Sterilgarda            | Ducati 999 F06      | 25   | +0:10.202 | 7º      | 13    |
| 5º   | 84  | Michel Fabrizio    | D.F.X. Corse                | Honda CBR1000RR     | 25   | +0:14.133 | 10º     | 11    |
| 6º   | 44  | Roberto Rolfo      | Hannspree Ten Kate Honda    | Honda CBR1000RR     | 25   | +0:14.323 | 9º      | 10    |
| 7º   | 41  | Noriyuki Haga      | Yamaha Motor Italia         | Yamaha YZF-R1       | 25   | +0:19.380 | 3º      | 9     |
| 8º   | 55  | Régis Laconi       | Kawasaki PSG-1 Corse        | Kawasaki ZX-10R     | 25   | +0:22.676 | 12º     | 8     |
| 9º   | 57  | Lorenzo Lanzi      | Ducati Xerox                | Ducati 999 F07      | 25   | +0:24.259 | 8º      | 7     |
| 10º  | 76  | Max Neukirchner    | Suzuki Germany              | Suzuki GSX-R1000 K6 | 25   | +0:24.423 | 14º     | 6     |
| 11º  | 99  | Steve Martin       | Yamaha YZF                  | Yamaha YZF-R1       | 25   | +0:33.365 | 11º     | 5     |
| 12º  | 10  | Fonsi Nieto        | Kawasaki PSG-1 Corse        | Kawasaki ZX-10R     | 25   | +0:33.373 | 15º     | 4     |
| 13º  | 38  | Shin'ichi Nakatomi | Yamaha YZF                  | Yamaha YZF-R1       | 25   | +0:33.548 | 16º     | 3     |
| 14º  | 96  | Jakub Smrž         | Caracchi Ducati SC          | Ducati 999 F05      | 25   | +0:48.283 | 17º     | 2     |
| 15º  | 77  | Marty Nutt         | Nuttravel.com               | Yamaha YZF-R1       | 25   | +1:04.655 | 18º     | 1     |
| 16º  | 112 | Stefano Cruciani   | Celani Team Suzuki Italia   | Suzuki GSX-R1000 K6 | 25   | +1:08.886 | 21º     |       |
| 17º  | 22  | Luca Morelli       | D.F.X. Corse                | Honda CBR1000RR     | 25   | +1:08.953 | 20º     |       |
| 18º  | 42  | Dean Ellison       | Team Pedercini              | Ducati 999RS        | 25   | +1:09.057 | 19º     |       |

#### Ritirati
| Nº | Pilota          | Squadra                     | Motocicletta        | Giri | Griglia |
| -- | --------------- | --------------------------- | ------------------- | ---- | ------- |
| 31 | Karl Muggeridge | Alto Evolution Honda        | Honda CBR1000RR     | 23   | 13º     |
| 71 | Yukio Kagayama  | Alstare Suzuki Corona Extra | Suzuki GSX-R1000 K7 | 21   | 4º      |
| 21 | Troy Bayliss    | Ducati Xerox                | Ducati 999 F07      | 4    | 1º      |

### Gara 2

#### Arrivati al traguardo[9]
| Pos. | Nº  | Pilota             | Squadra                     | Motocicletta        | Giri | Tempo     | Griglia | Punti |
| ---- | --- | ------------------ | --------------------------- | ------------------- | ---- | --------- | ------- | ----- |
| 1º   | 52  | James Toseland     | Hannspree Ten Kate Honda    | Honda CBR1000RR     | 25   | 36:34.177 | 2º      | 25    |
| 2º   | 41  | Noriyuki Haga      | Yamaha Motor Italia         | Yamaha YZF-R1       | 25   | +0:01.686 | 3º      | 20    |
| 3º   | 11  | Troy Corser        | Yamaha Motor Italia         | Yamaha YZF-R1       | 25   | +0:01.760 | 5º      | 16    |
| 4º   | 84  | Michel Fabrizio    | D.F.X. Corse                | Honda CBR1000RR     | 25   | +0:08.456 | 10º     | 13    |
| 5º   | 71  | Yukio Kagayama     | Alstare Suzuki Corona Extra | Suzuki GSX-R1000 K7 | 25   | +0:08.988 | 4º      | 11    |
| 6º   | 111 | Rubén Xaus         | Team Sterilgarda            | Ducati 999 F06      | 25   | +0:09.470 | 7º      | 10    |
| 7º   | 21  | Troy Bayliss       | Ducati Xerox                | Ducati 999 F07      | 25   | +0:18.313 | 1º      | 9     |
| 8º   | 3   | Max Biaggi         | Alstare Suzuki Corona Extra | Suzuki GSX-R1000 K7 | 25   | +0:19.116 | 6º      | 8     |
| 9º   | 55  | Régis Laconi       | Kawasaki PSG-1 Corse        | Kawasaki ZX-10R     | 25   | +0:20.501 | 12º     | 7     |
| 10º  | 76  | Max Neukirchner    | Suzuki Germany              | Suzuki GSX-R1000 K6 | 25   | +0:20.586 | 14º     | 6     |
| 11º  | 44  | Roberto Rolfo      | Hannspree Ten Kate Honda    | Honda CBR1000RR     | 25   | +0:21.808 | 9º      | 5     |
| 12º  | 57  | Lorenzo Lanzi      | Ducati Xerox                | Ducati 999 F07      | 25   | +0:24.883 | 8º      | 4     |
| 13º  | 10  | Fonsi Nieto        | Kawasaki PSG-1 Corse        | Kawasaki ZX-10R     | 25   | +0:31.988 | 15º     | 3     |
| 14º  | 31  | Karl Muggeridge    | Alto Evolution Honda        | Honda CBR1000RR     | 25   | +0:33.253 | 13º     | 2     |
| 15º  | 38  | Shin'ichi Nakatomi | Yamaha YZF                  | Yamaha YZF-R1       | 25   | +0:36.868 | 16º     | 1     |
| 16º  | 99  | Steve Martin       | Yamaha YZF                  | Yamaha YZF-R1       | 25   | +0:37.972 | 11º     |       |
| 17º  | 42  | Dean Ellison       | Team Pedercini              | Ducati 999RS        | 25   | +1:07.216 | 19º     |       |
| 18º  | 22  | Luca Morelli       | D.F.X. Corse                | Honda CBR1000RR     | 25   | +1:08.297 | 20º     |       |

#### Ritirati
| Nº  | Pilota           | Squadra                   | Motocicletta        | Giri | Griglia |
| --- | ---------------- | ------------------------- | ------------------- | ---- | ------- |
| 96  | Jakub Smrž       | Caracchi Ducati SC        | Ducati 999 F05      | 5    | 17º     |
| 112 | Stefano Cruciani | Celani Team Suzuki Italia | Suzuki GSX-R1000 K6 | 0    | 21º     |

### Supersport

#### Arrivati al traguardo

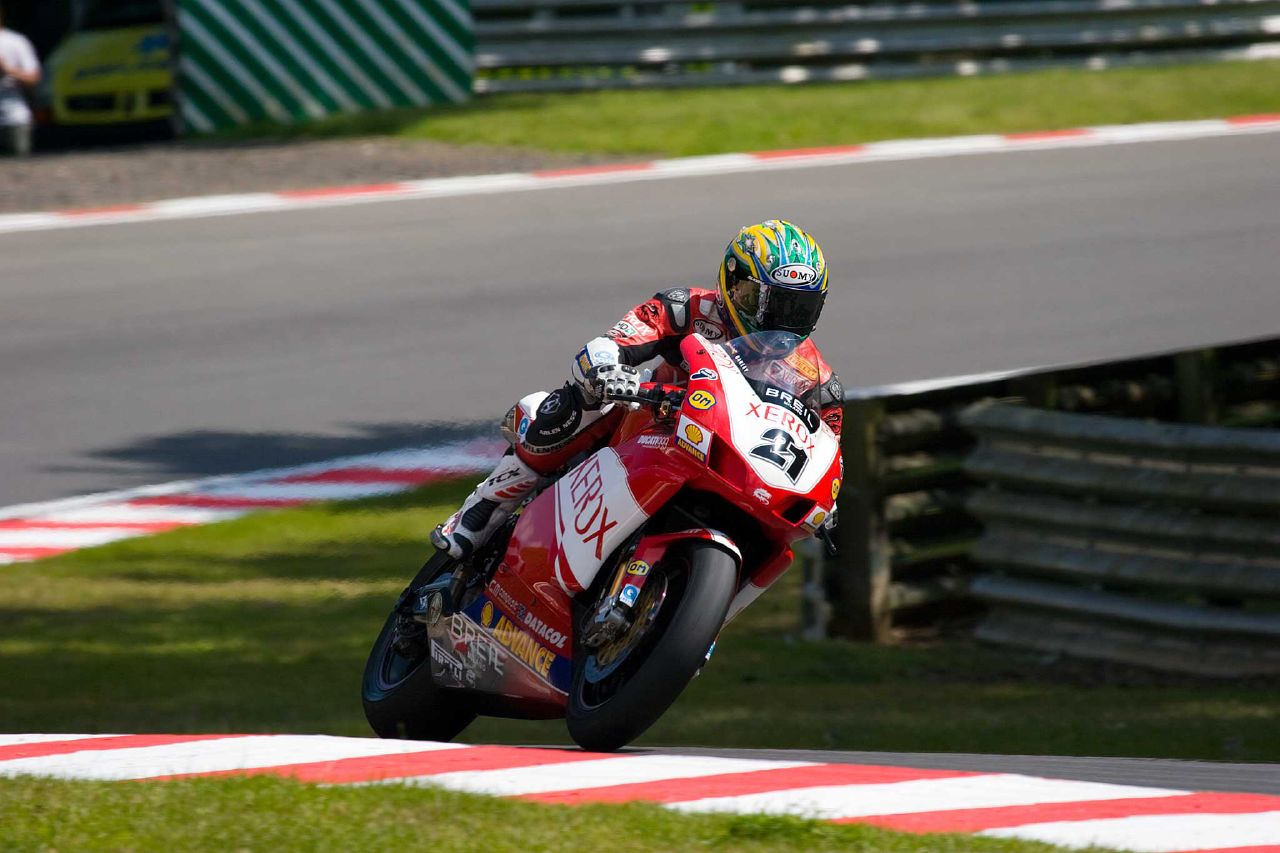
Bayliss. titolare della pole position

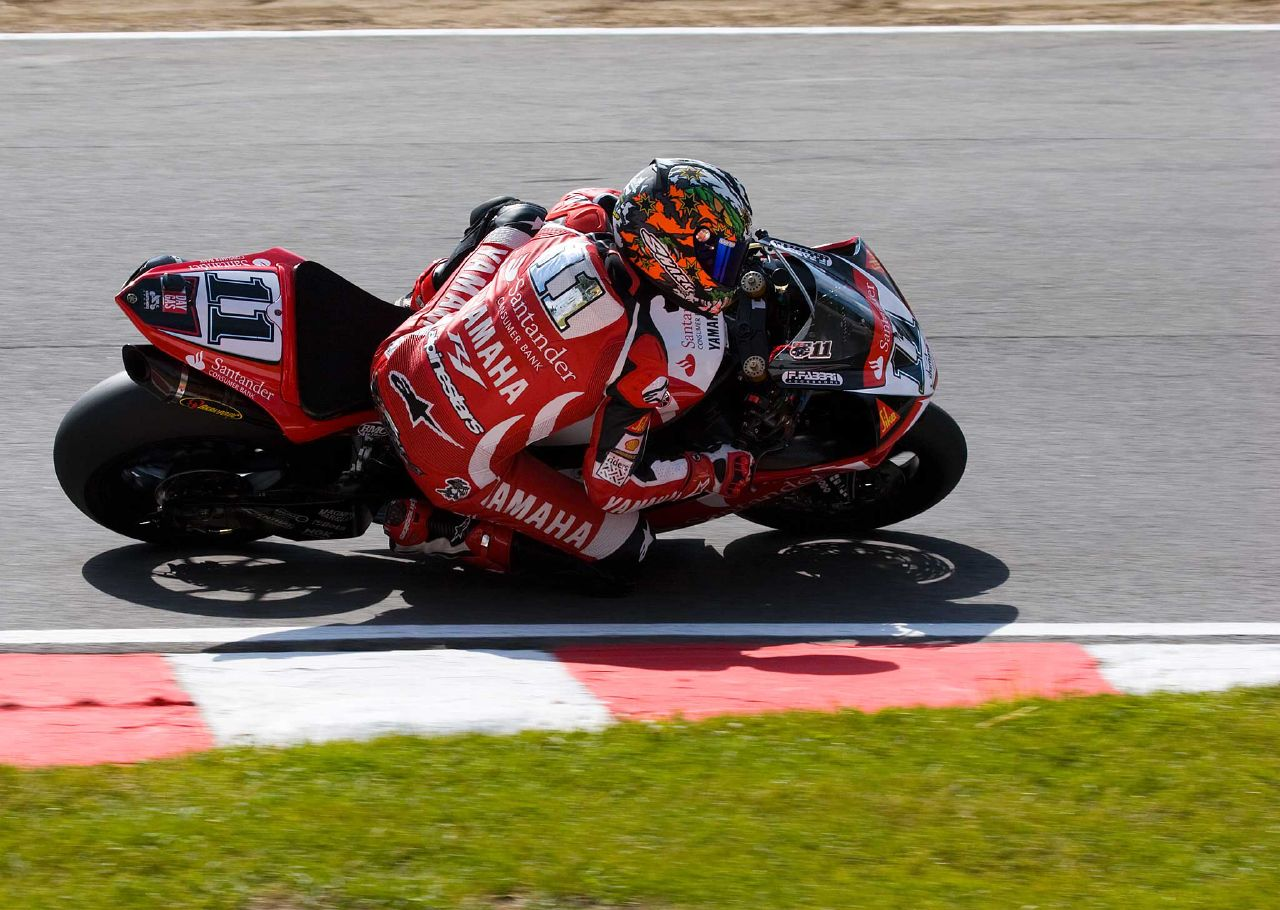
Corser, secondo in gara 1 e terzo in gara 2

| Pos. | Nº  | Pilota             | Squadra                      | Motocicletta    | Giri | Tempo     | Griglia | Punti |
| ---- | --- | ------------------ | ---------------------------- | --------------- | ---- | --------- | ------- | ----- |
| 1º   | 23  | Broc Parkes        | Yamaha World SSP Racing      | Yamaha YZF-R6   | 23   | 34'34.688 | 4º      | 25    |
| 2º   | 54  | Kenan Sofuoğlu     | Hannspree Ten Kate Honda     | Honda CBR600RR  | 23   | +3.658    | 2º      | 20    |
| 3º   | 55  | Massimo Roccoli    | Yamaha Lorenzini by Leoni    | Yamaha YZF-R6   | 23   | +5.556    | 7º      | 16    |
| 4º   | 127 | Robbin Harms       | Stiggy Motorsport Honda      | Honda CBR600RR  | 23   | +5.573    | 5º      | 13    |
| 5º   | 6   | Tommy Hill         | Yamaha World SSP Racing      | Yamaha YZF-R6   | 23   | +6.506    | 6º      | 11    |
| 6º   | 9   | Fabien Foret       | Gil Motor Sport              | Kawasaki ZX-6R  | 23   | +10.113   | 12º     | 10    |
| 7º   | 4   | Lorenzo Alfonsi    | Althea Honda                 | Honda CBR600RR  | 23   | +10.414   | 10º     | 9     |
| 8º   | 77  | Barry Veneman      | Pioneer Hoegee Suzuki Racing | Suzuki GSX-R600 | 23   | +14.236   | 9º      | 8     |
| 9º   | 7   | Pere Riba          | Gil Motor Sport              | Kawasaki ZX-6R  | 23   | +15.978   | 11º     | 7     |
| 10º  | 81  | Matthieu Lagrive   | Intermoto Czech              | Honda CBR600RR  | 23   | +18.424   | 19º     | 6     |
| 11º  | 45  | Gianluca Vizziello | RG Team                      | Yamaha YZF-R6   | 23   | +25.083   | 13º     | 5     |
| 12º  | 26  | Joan Lascorz       | Glaner Motocard.com          | Honda CBR600RR  | 23   | +25.154   | 22º     | 4     |
| 13º  | 194 | Sébastien Gimbert  | Yamaha - GMT 94              | Yamaha YZF-R6   | 23   | +25.442   | 18º     | 3     |
| 14º  | 38  | Grégory Leblanc    | Vazy Racing                  | Honda CBR600RR  | 23   | +28.957   | 14º     | 2     |
| 15º  | 71  | Mauro Sanchini     | Intermoto Czech              | Honda CBR600RR  | 23   | +36.557   | 24º     | 1     |
| 16º  | 12  | Javier Forés       | HP Racing                    | Honda CBR600RR  | 23   | +37.347   | 26º     |       |
| 17º  | 94  | David Checa        | Yamaha - GMT 94              | Yamaha YZF-R6   | 23   | +38.696   | 21º     |       |
| 18º  | 35  | Gilles Boccolini   | PMS Kawasaki Supported       | Kawasaki ZX-6R  | 23   | +38.770   | 25º     |       |
| 19º  | 181 | Graeme Gowland     | Benjan Motoren               | Honda CBR600RR  | 23   | +38.953   | 28º     |       |
| 20º  | 60  | Vladimir Ivanov    | Vector Racing                | Yamaha YZF-R6   | 23   | +42.593   | 23º     |       |
| 21º  | 17  | Miguel Praia       | Racing Team Parkalgar        | Honda CBR600RR  | 23   | +47.793   | 27º     |       |
| 22º  | 10  | Arturo Tizón       | Yamaha Spain                 | Yamaha YZF-R6   | 23   | +55.885   | 32º     |       |
| 23º  | 46  | Jesco Günther      | CRS Grand Prix               | Honda CBR600RR  | 23   | +56.187   | 33º     |       |
| 24º  | 44  | David Salom        | Yamaha Spain                 | Yamaha YZF-R6   | 22   | +1 giro   | 31º     |       |

#### Ritirati
| Nº  | Pilota            | Squadra                      | Motocicletta    | Giri | Griglia |
| --- | ----------------- | ---------------------------- | --------------- | ---- | ------- |
| 21  | Katsuaki Fujiwara | Althea Honda                 | Honda CBR600RR  | 16   | 3º      |
| 31  | Vesa Kallio       | Pioneer Hoegee Suzuki Racing | Suzuki GSX-R600 | 12   | 20º     |
| 125 | Joshua Brookes    | Stiggy Motorsport Honda      | Honda CBR600RR  | 11   | 15º     |
| 116 | Simone Sanna      | Racing Team Parkalgar        | Honda CBR600RR  | 11   | 17º     |
| 69  | Gianluca Nannelli | Caracchi Ducati SC           | Ducati 749R     | 10   | 16º     |
| 173 | Christian Zaiser  | LBR Racing                   | Ducati 749R     | 5    | 29º     |
| 72  | Attila Magda      | Vector Racing                | Yamaha YZF-R6   | 5    | 34º     |
| 18  | Craig Jones       | Revè Ekerold Honda Racing    | Honda CBR600RR  | 4    | 8º      |

### Superstock 1000

#### Arrivati al traguardo
| Pos. | Nº  | Pilota             | Squadra                     | Motocicletta        | Giri | Tempo     | Griglia | Punti |
| ---- | --- | ------------------ | --------------------------- | ------------------- | ---- | --------- | ------- | ----- |
| 1º   | 59  | Niccolò Canepa     | Ducati Xerox Junior         | Ducati 1098S        | 14   | 21'07.922 | 2º      | 25    |
| 2º   | 19  | Xavier Siméon      | Alstare Suzuki Corona Extra | Suzuki GSX-R1000 K6 | 14   | +0.654    | 4º      | 20    |
| 3º   | 71  | Claudio Corti      | Yamaha Team Italia          | Yamaha YZF-R1       | 14   | +2.212    | 1º      | 16    |
| 4º   | 15  | Matteo Baiocco     | Umbria Bike                 | Yamaha YZF-R1       | 14   | +2.394    | 3º      | 13    |
| 5º   | 155 | Brendan Roberts    | Ducati Xerox Junior         | Ducati 1098S        | 14   | +3.130    | 6º      | 11    |
| 6º   | 86  | Ayrton Badovini    | Biassono Racing             | MV Agusta F4 312 R  | 14   | +3.566    | 12º     | 10    |
| 7º   | 57  | Ilario Dionisi     | Cruciani Moto Suzuki Italia | Suzuki GSX-R1000 K7 | 14   | +4.640    | 7º      | 9     |
| 8º   | 3   | Mark Aitchison     | Celani Team Suzuki Italia   | Suzuki GSX-R1000 K6 | 14   | +5.763    | 8º      | 8     |
| 9º   | 51  | Michele Pirro      | Yamaha Team Italia          | Yamaha YZF-R1       | 14   | +10.051   | 5º      | 7     |
| 10º  | 49  | Arne Tode          | Racing Dirk Van Mol         | Honda CBR1000RR     | 14   | +10.284   | 13º     | 6     |
| 11º  | 96  | Matěj Smrž         | MS Racing                   | Honda CBR1000RR     | 14   | +13.642   | 14º     | 5     |
| 12º  | 32  | Sheridan Morais    | Team Pedercini              | Ducati 1098S        | 14   | +14.439   | 10º     | 4     |
| 13º  | 11  | Denis Sacchetti    | UnionBike Gimotorsport      | MV Agusta F4 312 R  | 14   | +20.329   | 11º     | 3     |
| 14º  | 99  | Danilo Dell'Omo    | UnionBike Gimotorsport      | MV Agusta F4 312 R  | 14   | +25.853   | 15º     | 2     |
| 15º  | 77  | Barry Burrell      | MS Racing                   | Honda CBR1000RR     | 14   | +25.994   | 24º     | 1     |
| 16º  | 21  | Wim van den Broeck | Zone Rouge                  | Yamaha YZF-R1       | 14   | +27.440   | 22º     |       |
| 17º  | 16  | Raymond Schouten   | Vd Heyden Motors Yamaha     | Yamaha YZF-R1       | 14   | +27.666   | 17º     |       |
| 18º  | 34  | Balázs Németh      | Full-Gas Racing             | Suzuki GSX-R1000 K6 | 14   | +27.996   | 28º     |       |
| 19º  | 88  | Timo Gieseler      | MGM Racing Performance      | Yamaha YZF-R1       | 14   | +29.434   | 21º     |       |
| 20º  | 18  | Matt Bond          | Mist Suzuki                 | Suzuki GSX-R1000 K6 | 14   | +29.474   | 30º     |       |
| 21º  | 25  | Dario Giuseppetti  | MGM Racing Performance      | Yamaha YZF-R1       | 14   | +30.395   | 19º     |       |
| 22º  | 23  | Cedric Tangre      | DBR Racing                  | Yamaha YZF-R1       | 14   | +30.919   | 29º     |       |
| 23º  | 37  | Raffaele Filice    | Celani Team Suzuki Italia   | Suzuki GSX-R1000 K6 | 14   | +30.922   | 26º     |       |
| 24º  | 10  | Franck Millet      | Biassono Racing             | MV Agusta F4 312 R  | 14   | +38.404   | 31º     |       |
| 25º  | 8   | Victor Cox         | STP Racing                  | MV Agusta F4 312 R  | 14   | +38.710   | 25º     |       |
| 26º  | 20  | Jon Boy Lee        | G.R. Motorsport             | Yamaha YZF-R1       | 14   | +40.428   | 33º     |       |
| 27º  | 75  | Luka Nedog         | Ducati SC Caracchi          | Ducati 1098S        | 14   | +43.872   | 20º     |       |
| 28º  | 24  | Marko Jerman       | DBR Racing                  | Yamaha YZF-R1       | 14   | +43.919   | 32º     |       |
| 29º  | 29  | Niccolò Rosso      | EVR Corse                   | MV Agusta F4 312 R  | 14   | +56.729   | 36º     |       |
| 30º  | 33  | Marko Rohtlaan     | Azione Corse                | Honda CBR1000RR     | 14   | +1'10.510 | 27º     |       |
| 31º  | 13  | Viktor Kispataki   | Full-Gas Racing             | Suzuki GSX-R1000 K6 | 13   | +1 giro   | 34º     |       |

#### Ritirati
| Nº  | Pilota               | Squadra                 | Motocicletta  | Giri | Griglia |
| --- | -------------------- | ----------------------- | ------------- | ---- | ------- |
| 134 | Greg Gildenhuys      | Team Pedercini          | Ducati 1098S  | 11   | 18º     |
| 44  | René Mähr            | Vd Heyden Motors Yamaha | Yamaha YZF-R1 | 4    | 16º     |
| 56  | Daniel Sutter        | Peko Racing             | Yamaha YZF-R1 | 2    | 23º     |
| 83  | Didier Van Keymeulen | TTSL-MGM Racing         | Yamaha YZF-R1 | 2    | 9º      |

### Superstock 600 gara 1

#### Arrivati al traguardo
| Pos. | Nº  | Pilota           | Squadra                       | Motocicletta    | Giri | Tempo     | Griglia | Punti |
| ---- | --- | ---------------- | ----------------------------- | --------------- | ---- | --------- | ------- | ----- |
| 1º   | 21  | Maxime Berger    | Team Trasimeno                | Yamaha YZF-R6   | 11   | 16'59.101 | 1º      | 25    |
| 2º   | 89  | Domenico Colucci | Ducati Xerox Junior           | Ducati 749R     | 11   | +0.617    | 6º      | 20    |
| 3º   | 119 | Michele Magnoni  | Bevilacqua Corse              | Yamaha YZF-R6   | 11   | +2.777    | 7º      | 16    |
| 4º   | 8   | Andrea Antonelli | Italia Megabike AX 52         | Honda CBR600RR  | 11   | +2.877    | 4º      | 13    |
| 5º   | 199 | Gregg Black      | Capaul Black Racing           | Yamaha YZF-R6   | 11   | +5.582    | 11º     | 11    |
| 6º   | 20  | Sylvain Barrier  | Coutelle Junior               | Yamaha YZF-R6   | 11   | +5.752    | 8º      | 10    |
| 7º   | 30  | Michaël Savary   | Millet Yamaha                 | Yamaha YZF-R6   | 11   | +6.371    | 10º     | 9     |
| 8º   | 55  | Vincent Lonbois  | MTM Racing                    | Suzuki GSX-600R | 11   | +9.989    | 9º      | 8     |
| 9º   | 111 | Michal Sembera   | EAB Ten Kate Honda            | Honda CBR600RR  | 11   | +11.984   | 15º     | 7     |
| 10º  | 24  | Daniele Beretta  | Cruciani Moto Suzuki Italia   | Suzuki GSX-600R | 11   | +12.746   | 14º     | 6     |
| 11º  | 44  | Gino Rea         | Beowulf Racing.com            | Suzuki GSX-600R | 11   | +13.331   | 22º     | 5     |
| 12º  | 10  | Leon Hunt        | CRS Grand Prix                | Honda CBR600RR  | 11   | +14.602   | 17º     | 4     |
| 13º  | 31  | Giuseppe Barone  | O SIX                         | Honda CBR600RR  | 11   | +18.665   | 13º     | 3     |
| 14º  | 72  | Alex Gault       | Mist Suzuki                   | Suzuki GSX-600R | 11   | +21.843   | 24º     | 2     |
| 15º  | 69  | Ondřej Ježek     | Gold Fren Team Erinac         | Kawasaki ZX-6RR | 11   | +22.106   | 18º     | 1     |
| 16º  | 81  | Patrik Vostarek  | Intermoto Czech Klaffi        | Honda CBR600RR  | 11   | +22.245   | 25º     |       |
| 17º  | 43  | Daniele Rossi    | Rumi Azione Corse             | Honda CBR600RR  | 11   | +22.530   | 12º     |       |
| 18º  | 22  | Gabriele Poma    | Team Trasimeno                | Yamaha YZF-R6   | 11   | +27.178   | 19º     |       |
| 19º  | 28  | Yannick Guerra   | Holiday Gym SBK               | Yamaha YZF-R6   | 11   | +27.524   | 26º     |       |
| 20º  | 57  | Kenny Tirsgaard  | TKR Suzuki Switzerland        | Suzuki GSX-600R | 11   | +27.892   | 21º     |       |
| 21º  | 34  | Jay Dunn         | Rumi Azione Corse             | Honda CBR600RR  | 11   | +29.173   | 27º     |       |
| 22º  | 66  | Branko Srdanov   | MQP Racing                    | Yamaha YZF-R6   | 11   | +51.756   | 29º     |       |
| 23º  | 25  | Ryan Taylor      | Lightspeed-Kawasaki Supported | Kawasaki ZX-6RR | 11   | +1'05.954 | 30º     |       |
| 24º  | 114 | Nicolas Pirot    | Zone Rouge                    | Yamaha YZF-R6   | 11   | +1'06.515 | 28º     |       |
| 25º  | 82  | Adrián Bonastre  | Yamaha Spain                  | Yamaha YZF-R6   | 10   | +1 giro   | 16º     |       |

#### Ritirati
| Nº | Pilota            | Squadra               | Motocicletta   | Giri | Griglia |
| -- | ----------------- | --------------------- | -------------- | ---- | ------- |
| 4  | Mathieu Gines     | Peko Racing           | Yamaha YZF-R6  | 7    | 3º      |
| 99 | Roy Ten Napel     | MQP Racing            | Yamaha YZF-R6  | 6    | 2º      |
| 48 | Vladimir Leonov   | Vector Racing Yamaha  | Yamaha YZF-R6  | 6    | 23º     |
| 7  | Renato Costantini | Italia Megabike AX 52 | Honda CBR600RR | 5    | 5º      |
| 47 | Eddi La Marra     | Team Lorini           | Honda CBR600RR | 0    | 20º     |

### Superstock 600 gara 2

#### Arrivati al traguardo
| Pos. | Nº  | Pilota            | Squadra                       | Motocicletta    | Giri | Tempo     | Griglia | Punti |
| ---- | --- | ----------------- | ----------------------------- | --------------- | ---- | --------- | ------- | ----- |
| 1º   | 21  | Maxime Berger     | Team Trasimeno                | Yamaha YZF-R6   | 11   | 16'56.852 | 1º      | 25    |
| 2º   | 8   | Andrea Antonelli  | Italia Megabike AX 52         | Honda CBR600RR  | 11   | +0.308    | 4º      | 20    |
| 3º   | 199 | Gregg Black       | Capaul Black Racing           | Yamaha YZF-R6   | 11   | +2.337    | 11º     | 16    |
| 4º   | 119 | Michele Magnoni   | Bevilacqua Corse              | Yamaha YZF-R6   | 11   | +10.998   | 7º      | 13    |
| 5º   | 30  | Michaël Savary    | Millet Yamaha                 | Yamaha YZF-R6   | 11   | +11.615   | 10º     | 11    |
| 6º   | 55  | Vincent Lonbois   | MTM Racing                    | Suzuki GSX-600R | 11   | +11.785   | 9º      | 10    |
| 7º   | 24  | Daniele Beretta   | Cruciani Moto Suzuki Italia   | Suzuki GSX-600R | 11   | +14.004   | 14º     | 9     |
| 8º   | 7   | Renato Costantini | Italia Megabike AX 52Honda    | Honda CBR600RR  | 11   | +14.079   | 5º      | 8     |
| 9º   | 82  | Adrián Bonastre   | Yamaha Spain                  | Yamaha YZF-R6   | 11   | +14.255   | 16º     | 7     |
| 10º  | 99  | Roy Ten Napel     | MQP Racing                    | Yamaha YZF-R6   | 11   | +14.414   | 2º      | 6     |
| 11º  | 31  | Giuseppe Barone   | O SIX                         | Honda CBR600RR  | 11   | +16.344   | 13º     | 5     |
| 12º  | 10  | Leon Hunt         | CRS Grand Prix                | Honda CBR600RR  | 11   | +16.513   | 17º     | 4     |
| 13º  | 44  | Gino Rea          | Beowulf Racing.com            | Suzuki GSX-600R | 11   | +22.585   | 22º     | 3     |
| 14º  | 81  | Patrik Vostarek   | Intermoto Czech Klaffi        | Honda CBR600RR  | 11   | +24.610   | 25º     | 2     |
| 15º  | 48  | Vladimir Leonov   | Vector Racing Yamaha          | Yamaha YZF-R6   | 11   | +26.250   | 23º     | 1     |
| 16º  | 57  | Kenny Tirsgaard   | TKR Suzuki Switzerland        | Suzuki GSX-600R | 11   | +26.484   | 21º     |       |
| 17º  | 69  | Ondřej Ježek      | Gold Fren Team Erinac         | Kawasaki ZX-6RR | 11   | +27.002   | 18º     |       |
| 18º  | 72  | Alex Gault        | Mist Suzuki                   | Suzuki GSX-600R | 11   | +27.059   | 24º     |       |
| 19º  | 22  | Gabriele Poma     | Team Trasimeno                | Yamaha YZF-R6   | 11   | +27.122   | 19º     |       |
| 20º  | 34  | Jay Dunn          | Rumi Azione Corse             | Honda CBR600RR  | 11   | +30.802   | 27º     |       |
| 21º  | 28  | Yannick Guerra    | Holiday Gym SBK               | Yamaha YZF-R6   | 11   | +33.433   | 26º     |       |
| 22º  | 47  | Eddi La Marra     | Team Lorini                   | Honda CBR600RR  | 11   | +34.306   | 20º     |       |
| 23º  | 114 | Nicolas Pirot     | Zone Rouge                    | Yamaha YZF-R6   | 11   | +50.822   | 28º     |       |
| 24º  | 43  | Daniele Rossi     | Rumi Azione Corse             | Honda CBR600RR  | 11   | +50.946   | 12º     |       |
| 25º  | 66  | Branko Srdanov    | MQP Racing                    | Yamaha YZF-R6   | 11   | +55.342   | 29º     |       |
| 26º  | 25  | Ryan Taylor       | Lightspeed-Kawasaki Supported | Kawasaki ZX-6RR | 11   | +55.935   | 30º     |       |

#### Ritirati
| Nº  | Pilota           | Squadra             | Motocicletta   | Giri | Griglia |
| --- | ---------------- | ------------------- | -------------- | ---- | ------- |
| 20  | Sylvain Barrier  | Coutelle Junior     | Yamaha YZF-R6  | 10   | 8º      |
| 111 | Michal Sembera   | EAB Ten Kate Honda  | Honda CBR600RR | 10   | 15º     |
| 4   | Mathieu Gines    | Peko Racing         | Yamaha YZF-R6  | 9    | 3º      |
| 89  | Domenico Colucci | Ducati Xerox Junior | Ducati 749R    | 6    | 6º      |